# Чорнильна етикетка

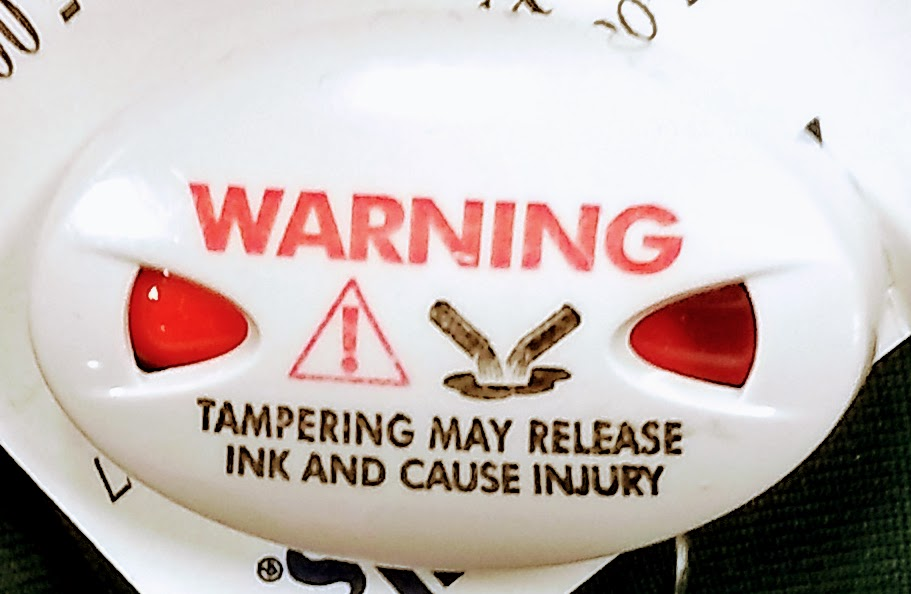
Чорнильна бирка, яка використовується для запобігання втратам у роздрібній торгівлі. Його прикріплюють до одягу, знизу — паперовий цінник.

Чорнильна бирка або Чорнильна етикетка — це форма запобігання крадіжкам, яка найчастіше використовується роздрібними продавцями одягу . Щоб зняти бирки з одягу, потрібне спеціальне обладнання. При примусовому знятті бирок один або кілька скляних флаконів з незмивним чорнилом розбиваються, в результаті чого чорнило проливається на одяг, фактично знищуючи його. Чорнильні мітки належать до категорії запобігання втратам, яка називається відмовою у вигоді . Як випливає з назви, чорнильна мітка позбавляє крадія будь-якої вигоди за його зусилля.  Незважаючи на це, крадії знаходять способи їх обійти. Чорнильні мітки найбільш ефективні, якщо їх використовувати разом з іншими системами захисту від крадіжок, щоб злодій не зміг скористатися товаром або зняти чорнильну мітку. 

## Дивись також
- Пакет барвників